# Notre-Dame-de-Consolation
Notre-Dame-de-Consolation är en kyrkobyggnad i Paris, belägen vid Rue Jean-Goujon i Quartier des Champs-Élysées i åttonde arrondissementet. Kyrkan är helgad åt Jungfru Maria och särskilt åt hennes roll som tröstens Madonna. Kyrkan är sedan år 1982 ett monument historique.
Kyrkan förestås sedan år 2013 av Sankt Pius X:s prästbrödraskap.